# Élections législatives de 1973 en Lot-et-Garonne
Les élections législatives françaises de 1973 se déroulent les 4 et 11 mars 1973. Dans le département de Lot-et-Garonne, trois députés sont à élire dans le cadre de trois circonscriptions.

## Élus
| Circonscription | Député sortant     | Parti | Parti | Député élu ou réélu     | Parti | Parti |
| --------------- | ------------------ | ----- | ----- | ----------------------- | ----- | ----- |
| 1re             | Georges Caillau    |       | RI    | Christian Laurissergues |       | PS    |
| 2e              | Guy Bégué          |       | UDR   | Hubert Ruffe            |       | PCF   |
| 3e              | Édouard Schloesing |       | Rad   | Édouard Schloesing      |       | MR    |

## Résultats

### Résultats à l'échelle du département
| Parti                 | Parti                                   | Premier tour | Premier tour | Second tour | Second tour | Sièges |
| Parti                 | Parti                                   | Voix         | %            | Voix        | %           | Sièges |
| --------------------- | --------------------------------------- | ------------ | ------------ | ----------- | ----------- | ------ |
|                       | Parti communiste français               | 36 701       | 24,65        | 23 902      | 15,61       | 1      |
|                       | Parti socialiste                        | 31 945       | 21,45        | 52 699      | 34,41       | 1      |
|                       | Parti socialiste unifié                 | 1 251        | 0,84         |             |             | 0      |
|                       | Union de la gauche                      | 69 897       | 46,94        | 76 601      | 50,02       | 2      |
|                       |                                         |              |              |             |             |        |
|                       | Union des démocrates pour la République | 25 227       | 16,94        | 23 128      | 15,10       | 0      |
|                       | Républicains indépendants               | 21 915       | 14,72        | 27 584      | 18,01       | 0      |
|                       | Divers droite                           | 5 159        | 3,46         |             |             | 0      |
|                       | Union des républicains de progrès       | 52 301       | 35,12        | 50 712      | 33,11       | 0      |
|                       |                                         |              |              |             |             |        |
|                       | Mouvement réformateur                   | 24 907       | 16,73        | 25 833      | 16,87       | 1      |
|                       | Lutte ouvrière                          | 912          | 0,61         |             |             | 0      |
|                       | Front national                          | 893          | 0,60         | 0           |             |        |
|                       |                                         |              |              |             |             |        |
| Inscrits              | Inscrits                                | 185 057      | 100,00       | 184 993     | 100,00      | 3      |
| Abstentions           | Abstentions                             | 32 286       | 17,45        | 27 171      | 14,69       |        |
| Votants               | Votants                                 | 152 771      | 82,55        | 157 822     | 85,31       |        |
| Blancs et nuls        | Blancs et nuls                          | 3 861        | 2,53         | 4 676       | 2,96        |        |
| Exprimés              | Exprimés                                | 148 910      | 97,47        | 153 146     | 97,04       |        |
| Source : Data.gouv.fr |                                         |              |              |             |             |        |

### Résultats par circonscription

#### Première circonscription (Agen - Nérac)
| Candidat       | Candidat                    | Parti          | Premier tour | Premier tour | Second tour | Second tour |  |
| Candidat       | Candidat                    | Parti          | Voix         | %            | Voix        | %           |  |
| -------------- | --------------------------- | -------------- | ------------ | ------------ | ----------- | ----------- |  |
|                | Georges Caillau sortant     | RI (URP)       | 19 969       | 36,06        | 27 584      | 48,21       |  |
|                | Christian Laurissergues élu | PS (UGSD)      | 14 004       | 25,29        | 29 628      | 51,79       |  |
|                | Gilbert Venaud              | PCF            | 12 755       | 23,03        | Retrait     | Retrait     |  |
|                | Jean-Pierre Maitre          | CD (MR)        | 6 330        | 11,43        |             |             |  |
|                | Gaston de Sansac            | Divers droite  | 2 326        | 4,2          |             |             |  |
|                |                             |                |              |              |             |             |  |
| Inscrits       | Inscrits                    | Inscrits       | 69 509       | 100,00       | 69 481      | 100,00      |  |
| Abstentions    | Abstentions                 | Abstentions    | 12 611       | 18,14        | 10 809      | 15,56       |  |
| Votants        | Votants                     | Votants        | 56 898       | 81,86        | 58 672      | 84,44       |  |
| Blancs et nuls | Blancs et nuls              | Blancs et nuls | 1 514        | 2,66         | 1 460       | 2,49        |  |
| Exprimés       | Exprimés                    | Exprimés       | 55 384       | 97,34        | 57 212      | 97,51       |  |

#### Deuxième circonscription (Marmande)
| Candidat       | Candidat          | Parti          | Premier tour | Premier tour | Second tour | Second tour |  |
| Candidat       | Candidat          | Parti          | Voix         | %            | Voix        | %           |  |
| -------------- | ----------------- | -------------- | ------------ | ------------ | ----------- | ----------- |  |
|                | Hubert Ruffe élu  | PCF            | 16 610       | 36,03        | 23 902      | 50,82       |  |
|                | Guy Bégué sortant | UDR (URP)      | 14 569       | 31,6         | 23 128      | 49,18       |  |
|                | Michel Grassot    | MR             | 6 852        | 14,86        | Retrait     | Retrait     |  |
|                | Henri Emmanuelli  | PS (UGSD)      | 6 397        | 13,87        | Retrait     | Retrait     |  |
|                | Gérard Belmas     | Divers droite  | 1 678        | 3,64         |             |             |  |
|                |                   |                |              |              |             |             |  |
| Inscrits       | Inscrits          | Inscrits       | 56 210       | 100,00       | 56 195      | 100,00      |  |
| Abstentions    | Abstentions       | Abstentions    | 9 038        | 16,08        | 7 458       | 13,27       |  |
| Votants        | Votants           | Votants        | 47 172       | 83,92        | 48 737      | 86,73       |  |
| Blancs et nuls | Blancs et nuls    | Blancs et nuls | 1 066        | 2,26         | 1 707       | 3,5         |  |
| Exprimés       | Exprimés          | Exprimés       | 46 106       | 97,74        | 47 030      | 96,5        |  |

#### Troisième circonscription (Villeneuve-sur-Lot)
| Candidat       | Candidat                         | Parti          | Premier tour | Premier tour | Second tour | Second tour |  |
| Candidat       | Candidat                         | Parti          | Voix         | %            | Voix        | %           |  |
| -------------- | -------------------------------- | -------------- | ------------ | ------------ | ----------- | ----------- |  |
|                | Édouard Schloesing sortant réélu | Rad (MR)       | 11 725       | 24,73        | 25 833      | 52,82       |  |
|                | Jacques Descayrac                | PS (UGSD)      | 11 544       | 24,34        | 23 071      | 47,18       |  |
|                | Jean Castarède                   | UDR (URP)      | 10 658       | 22,48        | Retrait     | Retrait     |  |
|                | Frédéric Lindenstaedt            | PCF            | 7 336        | 15,47        | Retrait     | Retrait     |  |
|                | Jean-Pierre Chamoux              | RI             | 1 946        | 4,1          |             |             |  |
|                | Jean Alicot                      | PSU            | 1 251        | 2,64         |             |             |  |
|                | Robert Pardies                   | Divers droite  | 1 155        | 2,44         |             |             |  |
|                | Bernard Lacoste                  | LO             | 912          | 1,92         |             |             |  |
|                | Roger Chauzy                     | FN             | 893          | 1,88         |             |             |  |
|                |                                  |                |              |              |             |             |  |
| Inscrits       | Inscrits                         | Inscrits       | 59 338       | 100,00       | 59 317      | 100,00      |  |
| Abstentions    | Abstentions                      | Abstentions    | 10 637       | 17,93        | 8 904       | 15,01       |  |
| Votants        | Votants                          | Votants        | 48 701       | 82,07        | 50 413      | 84,99       |  |
| Blancs et nuls | Blancs et nuls                   | Blancs et nuls | 1 281        | 2,63         | 1 509       | 2,99        |  |
| Exprimés       | Exprimés                         | Exprimés       | 47 420       | 97,37        | 48 904      | 97,01       |  |